# Аустралијски овчар
Аустралијски овчар (енг. Australian Shepherd), упркос свом имену, потиче са територије САД. Свој име добио је по одгајивачима оваца из Аустралије који су се 1800-тих година доселили у САД. Када је настао на територији САД користио се на великим ранчевима за чување оваца. У данашње време је чест љубимац многим породицама са децом и једна од најпопуларнијих раса паса. Нежан, умиљат и посвећен својој људској породици. Храбар је и активан пас који има природан инстинкт да чува своју породицу.

## Основно
- Мужјак
  - Висина од 51 до 58 cm
  - Тежина од 18 до 32
- Женка
  - Висина од 46 до 53 cm
  - Тежина од 16 до 29

## Историја
Иако постоји много теорија о настанку аустралијског овчара, пасмина какву данас познајемо настала је у САД. Аустралијски овчар је добио име по удружењу баскијских пастира који су 1800-тих година из Аустралије дошли у САД.
Популарност ове пасмине је највише порасла у периоду након Другог светског рата. У највећој мери због изложби коња и родеа који су били популарни у то доба и касније доста представљани у филмовима. Амерички сточари су наставили са даљим развијањем ове расе, ценећи њихову вештину и урођени инстинкт за терање стоке као и њихову интелигенцију.

## Карактеристике пса

### Нарав
Аустралијски овчар је интелигентан, вредан и пас који лако и брзо учи нове трикове. Није заборавио своје претке који су се бавили јурењем оваца, стога обожава да проводи време на отвореном и у скоро константном покрету. Ово је пас са доста енергије, те није за особе које воле излежавање на каучу. Аустралијски овчар ће бити најсрећнији уколико има неки задатак, попут чувања дворишта, других животиња и љубимаца, деце итд.
Већина припадника ове пасмине је пријатељски настројена према свима, али генерално ова пасмина је склона резервисаности и опрезу према странцима. Ови пси стварају јаче везе, у односу на друге расе, са својим власницима. Ова особина чини да је пас заштитнички настројен када нешто перципира као претњу.

### Општи изглед
Аустралијски овчар је добро уравнотежен, нешто дужи у односу на своју висину, средње величине и костију. Очи су бадемастог облика, смеђе, плаве, боје ћилибара или било која варијација или комбинација тих боја, укључујући флекице и мрље. Уши су троугласте, умерене величине и коже, постављене високо на глави. Длака је средње структуре, равна до таласаста, отпорна на временске услове и средње дужине. Густина подлаке варира у зависности од климе. Длака је кратка и глатка на глави, ушима, предњем делу подлактица и испод скочних зглобова. Задњи део подлактица и надлактица има умерено изражене заставице. Грива и длака на грудима су умерени, израженији код мужјака него код женки. Боја је сивкасто плава, црна, црвенкасто шарена, црвена - све без белих ознака и/или бакарно црвених мрља, без посебно подељених варијанти. Линија длаке белог оковратника не прелази тачку гребена на кожи. Реп је раван, природно дуг или природно кратак. Уколико је купиран или природно кратак, његова дужина не треба да прелази 10 cm

## Нега и здравље
Аустралијски овчар се умерено лиња, а довољно им је периодично четкање, осим у сезони лињања када је препоручљиво да се четкају свакодневно. Међутим, овај пас захтева велику количину физичке активности. Као раса обожавају да трче и у стању су да пређу много километара током дана.
Ово је генерално здрава раса, али ипак се могу јавити здравствени проблеми као што су дисплазија кука, болести ока, осетљивост на одређене лекове и епилепсија. Битно је напоменути да ген за мерле боју (плавкасту прошарану црном) носи фактор слепила и глувоће код ове расе, па при набављању штенета морате проверити његов слух и вид. Осим тога, њихов природни скраћен реп може проузроковати проблеме са кичмом.
Животни век ове пасмине је од 12 до 15 године.